# Центр світ-системи

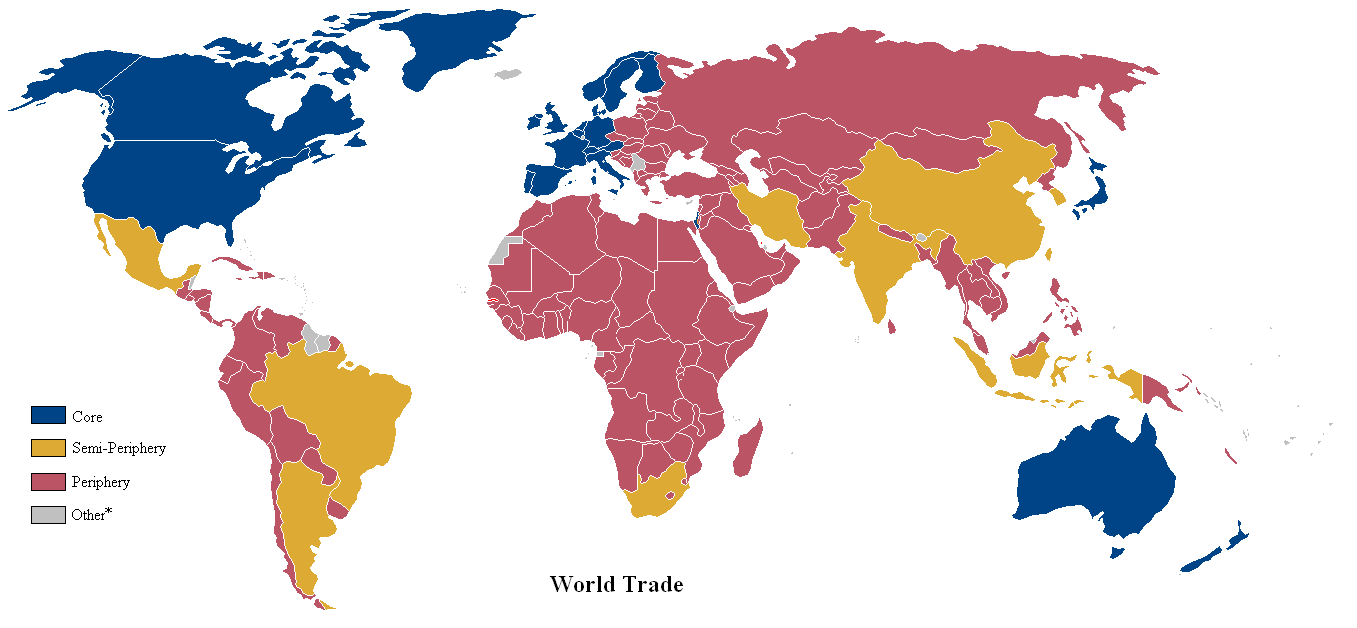
Світова мапа країн, країни розмежовані на країни центру (синій), напівпериферії (фіолетовий) та периферії (червоний). За Дюнном, Каваною та Бревером (2000).

Центр світ-системи - це індустріалізовані капіталістичні країни від яких залежать країни напівпериферії та периферії. Країни центру контролюють та мають багато переваг на глобальному ринку. Вони зазвичай є багатими країнами із широким спектром ресурсів та знаходяться у вигіднішому положенні, ніж інші країни, мають сильні державні інститути, армію та входять до потужних політичних альянсів.

## Основні ознаки
- Найбільш економічно розвинуті та впливові (економічно та політично)
- Мають сильну центральну владу та екстенсивно розвинутий бюрократичний апарат та потужну армію
- Мають складні державні інститути, що допомагають проводити економічні вигідні їм економічні операції, як зовнішіні, так і внутрішні
- Мають визначену систему податків, що дозволяє цим інститутам забеспечувати інфраструктуру для сильної економіки
- Індустріалізовані; радше експортують промислові товари, ніж первинну сировину
- Часто є одними із перших у новітніх технологіях та виробництві. Сучасним прикладом може слугувати першість у виробництві високотехнологічної електроніки та біотехнологічній промисловості.
- Має яскраво виражену буржуазію та робітничий клас
- Має визначені засоби впливу на нецентральні країни
- Відносно незалежні від зовнішнього контролю.

## Історична перспектива
Центр світ-системи не завжди залишається центром. Країни змінюють своє положення впродовж історії. Довгий час до 16 століття центр знаходився в азійських та середньосхідних імперіях, поки Європа не стала лідером. хоча і в цей час Китай зберігав свій вплив у тому регіоні. Європа залишалась лідером до 20 століття, саме тоді дві Світові війни стали фактором руйнування європейської. Після того Сполучені Штати та Радянський Союз, створюючи біполярність аж до пізніх 1980х, стали двома гегемоніями.

## Сучасні країни центру
Наразі до центру світ-системи відносять найрозвинутіші країни, такі як Сполучені Штати, Канада, Австралія, Японія та найбільш розвинуті країни Європи. Але така ситуація може змінитися.
За Дюнном, Каваною та Бревером (2000) наступні країни можуть бути віднесені до країн центру.
| Австралія | Австрія    | Бельгія       | Канада          | Данія      |
| Фінляндія | Франція    | Німеччина     | Ірландія        | Італія     |
| Японія    | Нідерланди | Нова Зеландія | Норвегія        | Португалія |
| Іспанія   | Швеція     | Швейцарія     | Велика Британія | США        |

А за класифікацією Бабонеса та Альвареса-Рівадулла (2007) центральні країни є такими.
| Австралія  | Австрія    | Бельгія       | Канада          | Данія    |
| Фінляндія  | Франція    | Німеччина     | Греція          | Гонконг  |
| Ісландія   | Ірландія   | Ізраїль       | Італія          | Японія   |
| Люксембург | Нідерланди | Нова Зеландія | Норвегія        | Сінгапур |
| Іспанія    | Швеція     | Швейцарія     | Велика Британія | США      |